# Metyen
Metyen (Mechen) fou un dignatari de l'Imperi Antic, la vida del qual va transcórrer entre finals de la Dinastia III i principis de la IV, durant el regnat del faraó Snefru. El seu pare era un escriba i jutge, anomenat Anubisemanj. De sa mare només se sap el nom, Nebsent.
Metyen fou l'escriba administrador de molts palaus de la part occidental del delta del Nil, com ara el de Buto. Després va ser nomarca dels nomos Neit Mehet i Ca Dyu del delta, la qual cosa en fa un personatge important en l'administració del regne. Fou governador militar d'una de les fortaleses construïdes per a defensar el país contra les incursions dels nòmades libis que havien colonitzat la regió occidental i amenaçaven regularment les terres del Delta en la zona de Memfis.

## Títols
Metyen significa 'El cap'. A la seua tomba, però, té molts altres títols:
- Rej-nesu: Conegut del Rei.
- Wer-medy-shemau: El Major dels Deu de l'Alt Egipte.
- Ady-mer-hat-mehit: Director d'Hat-mehit.[2]
- Ady-mer-jepesh: Cap de Jepesh.[3][nota 2]
- Heqa-hut-Huni-jepesh: Fundador de Huni jepesh.[4][nota 3]
- Ady-mer-jasuu: Administrador de Xois. (en el nomos VI del Baix Egipte).[5]

## Tomba

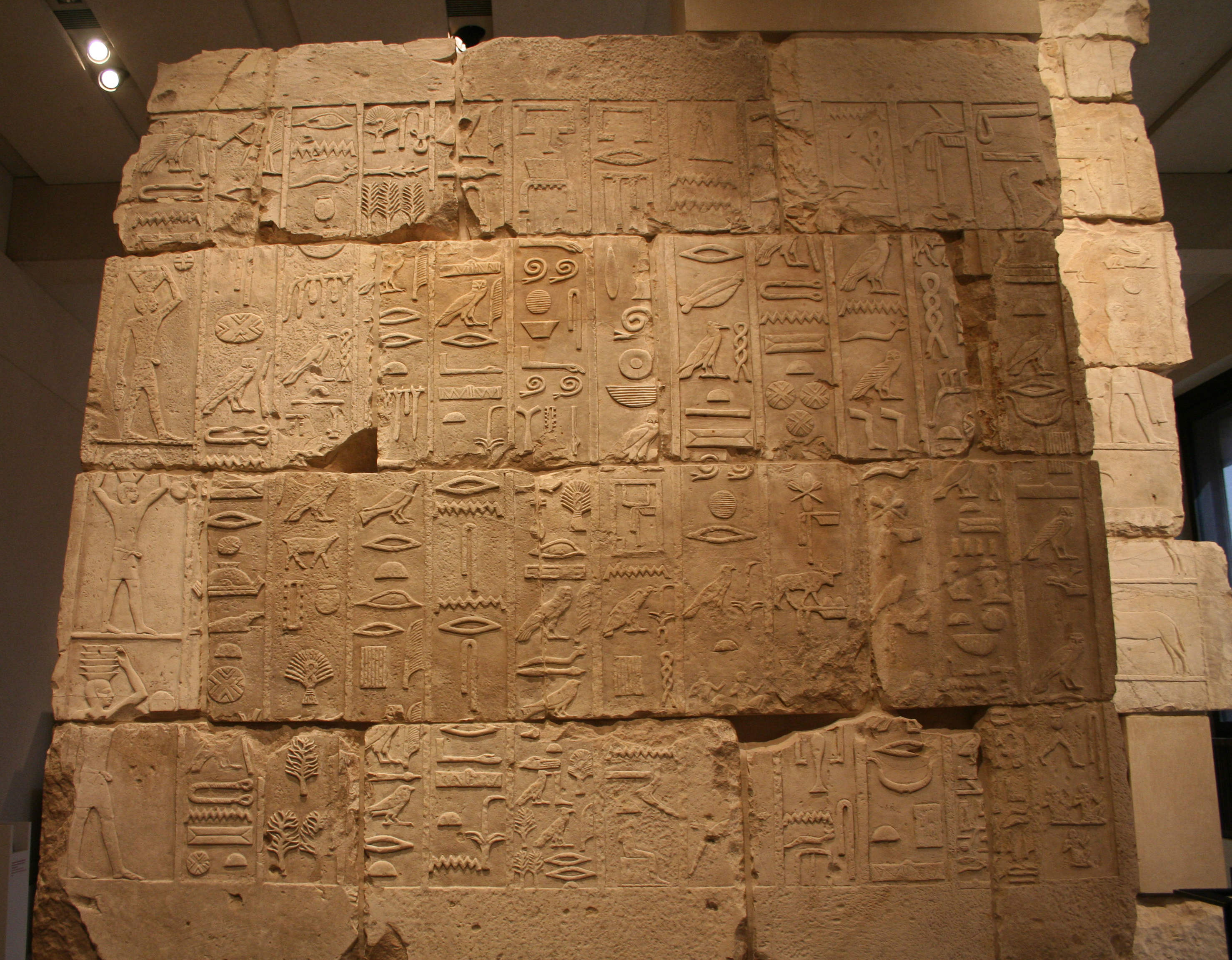
Mastaba de Metyen. Museu Egipci de Berlín

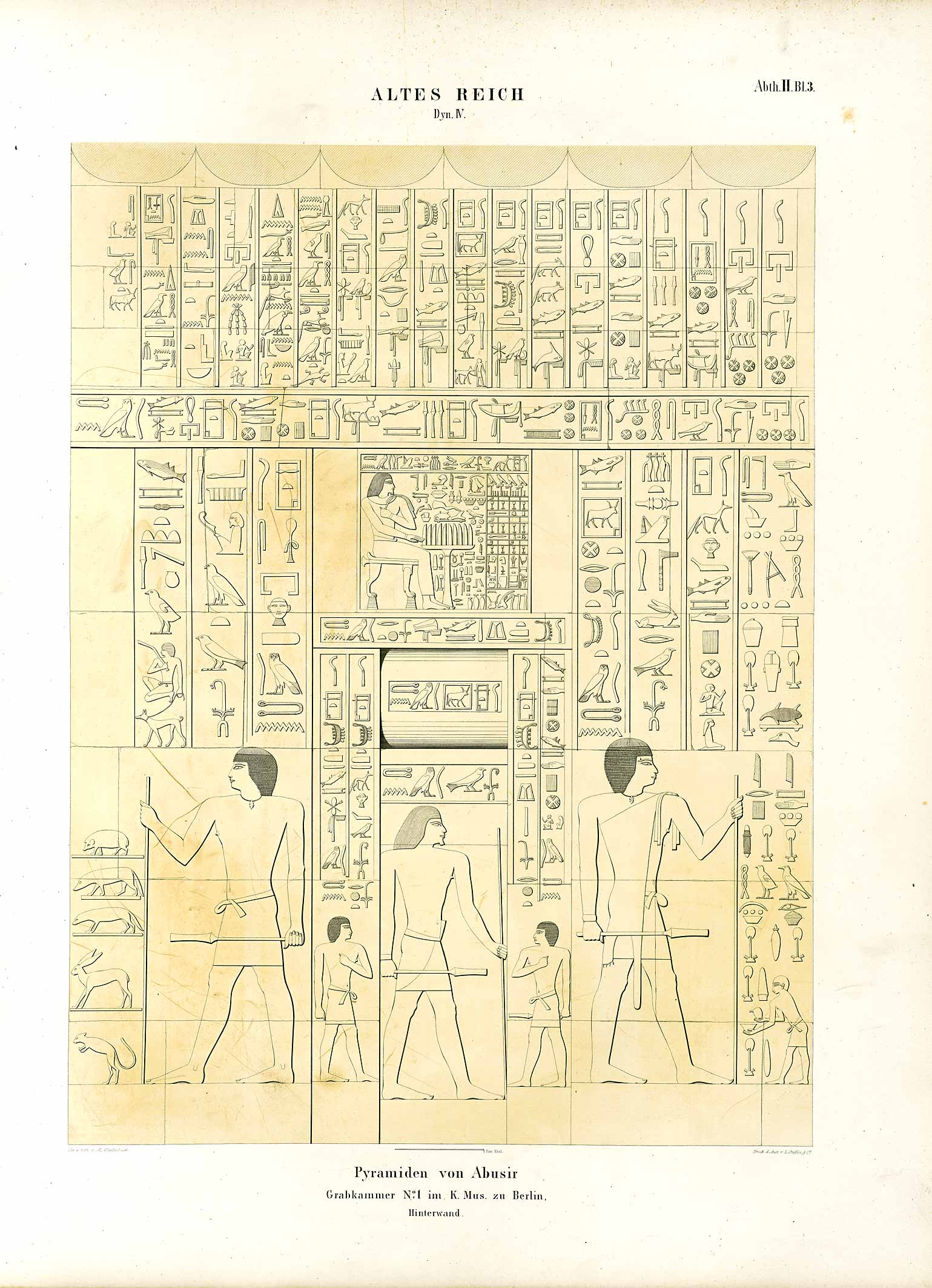
Porta falsa de la tomba de Metyen a Abusir al-Melek, segons Lepsius

La seva tomba (L6) es troba a Saqqara, al nord de la piràmide esglaonada de Djoser; és una mastaba descoberta a Abusir al-Melek el 1842 per Karl Richard Lepsius. S'hi trobaren esteles i estàtues dels morts. Els relleus de les parets il·lustren els temes de la mastaba funerària clàssica. Una paret de la tomba explica la biografia de Metyen, que degué morir al final del regnat de Snefru o principis del de Quèops. Aquest text és una de les biografies més antigues que es coneixen de l'Imperi Antic.
El text indica els càrrecs que Metyen havia ocupat i el seu ascens en l'administració reial, amb una llista de territoris que va rebre per Reial decret, per a guanyar-se la vida i per a atendre el seu culte funerari.
El decret també establia una ofrena diària de cent pans per al culte funerari de la reina, mare del príncep Nimaathap. També rebé una casa de 200 colzes amb tot l'equip i el personal necessari per al manteniment, i dotze finques en tres nomos del delta del Nil: les dimensions de les terres concedides pel faraó són impressionants i mostren la importància del personatge: un recinte de dos mil aroura amb vinyes, horts de figueres i altres fruiters i un estany per a remar. La donació incloïa els pagesos i servents per a l'explotació de les finques, a més d'un gran nombre de llogarets on els treballadors vivien amb les famílies.
Aquest text de començaments de la Dinastia IV dona llum sobre una pràctica que anà augmentant al llarg de l'Imperi Antic: una persona podia ascendir en jerarquia a la cort reial i ser recompensada pel faraó en persona pels seus mèrits.